# 리타 볼크
리타 볼크(Rita Volk, Рита Волк, 1990년 9월 3일 ~ )는 우즈베키스탄의 배우이다.